# John Hemming
John Hemming, cavaliere di San Michele e San Giorgio (Vancouver, 5 gennaio 1935), è un esploratore e scrittore canadese, esperto di Inca e di altri popoli indigeni dell'Amazzonia.

## Biografia
Hemming nacque a Vancouver dato che il padre canadese, Harold Hemming, aveva vissuto la prima guerra mondiale e, vedendo arrivare la seconda, volle che il figlio nascesse in America settentrionale. Per questo imbarcò la madre di John, Alice Hemming, nota giornalista, su una nave che attraversò in canale di Panama giungendo in Columbia Britannica. John e la sorella Louisa tornarono a Londra quando avevano due mesi. Nonostante egli fosse orgoglioso di essere canadese, non abitò in questo paese prima del 1967. Fu istruito nel Regno Unito, presso l'Eton College, e studiò Storia al Magdalen College di Oxford.
Nel 1961, con i compagni di laurea Richard Mason e Kit Lambert (che in seguito fece da manager ai The Who), fece parte della spedizione del fiume Iriri che si addentrò nelle terre inesplorate del Brasile centrale. L'agenzia di mappatura del Brasile, IBGE, inviò una squadra di 3 uomini a mappare queste foreste e fiumi sconosciuti, concedendo alla spedizione il permesso di dare il nome ai luoghi scoperti. Sfortunatamente, dopo quattro mesi, un popolo indigeno li sorprese in un'imboscata uccidendo Richard Mason con frecce e clave. Mason fu l'ultimo inglese ad essere ucciso da una tribù incontattata. Il suo corpo fu trasportato e sepolto nel cimitero britannico di Rio de Janeiro. La tribù ebbe i primi contatti nel 1973, e fu in seguito chiamata Panará. Hemming li visitò nel 1998 e scrisse di questo viaggio su The Times.
Il suo primo libro, The Conquest of the Incas, fu pubblicato nel 1970; un critico credeva che fosse stato scritto da un famoso storico che usava uno pseudonimo, tanto alta era la qualità dell'opera. In quel periodo Hemming era solo Master of Arts, e in seguito ricevette un dottorato da Oxford, dall'Università di Warwick e dall'Università di Stirling. Questo libro vinse il premio Robert Pitman Literary Prize e la Christopher Medal a New York. Da questo momento in poi Hemming viaggiò in ogni parte del Perù, ed è stato presidente dall Anglo-Peruvian Society, e nel 2007 ricevette la più alta decorazione civile del Perù, la Gran Croce dell'Ordine al Merito. Scrisse anche, assieme al fotografo statunitense Edward Ranney, un libro sull'architettura Inca peruviana, Monuments of the Incas, riedito una seconda volta nel 2009.
La sua esperienza nella spedizione del fiume Iriri aumentò il suo interesse per i popoli indigeni brasiliani. Nel 1971-72 visitò 45 tribù in tutto il Brasile; quattro di esse (Surui, Parakanan, Asurini e Galera Nambikwara) durante i loro primi contatti col mondo esterno. Nei successivi 26 anni completò tre volumi sulla storia dei popoli nativi dell'Amazzonia: Red Gold (1978), che copre il periodo compreso tra 1500 e 1760; Amazon Frontier (1985), per il 1760-1910; e Die If You Must (2004), che descrive la loro situazione critica nel XX secolo. Come riconoscimento per questo ed altri lavori in Brasile, Hemming ricevette l'Ordine Nazionale della Croce del Sud dal governo brasiliano nel 1998.
Nel 1975 John Hemming divenne direttore e segretario della Royal Geographical Society, incarico che mantenne fino al 1996. La Society cambiò molto durante questi 21 anni; i suoi membri raddoppiarono, le finanze passarono da un deficit ad un netto attivo, le letture aumentarono di circa 20 l'anno coinvolgendo 450 oratori in una serie di eventi del lunedì sera a Londra ed in altre città britanniche. Inoltre fu introdotto l'addestramento all'esplorazione, l'Expedition Advisory Centre gestito da Nigel Winser e Shane Winser, i locali vittoriani accanto ad Hyde Park furono totalmente restaurati e resi più accattivanti, ed i geografi dell'Institute of British Geographers tornarono a riunirsi presso la Royal Geographical Society. La ricerca rifiorì grazie a numerosi progetti interdisciplinari, a Wahibah (Oman), Mulu (Sarawak), Karakoram (Pakistan), Kimberley (Australia), Kora (Kenya), Mkomazi (Tanzania) ed il deserto di Badia (Giordania), progetti dei quali Hemming fu co-presidente dal 1992 al 2004. Guidò personalmente il Maracá Rainforest Project in Brasile (1987-88) che, con 200 scienziati e tecnici scientifici, divenne il più grande progetto di ricerca organizzato in Amazzonia da uno Stato europeo, in collaborazione coi ricercatori brasiliani dell'INPA (Amazon Research Institute) e dell'agenzia per l'ambiente del SEMA. Nel 1990 Hemming fu premiato con la Medaglia d'Oro della Royal Geographical Society per il suo impegno nel progetto Maracá.
John Hemming è attualmente amministratore della The John Ellerman Foundation, della Earthwatch, della Lepra, della The Hakluyt Society, della The Gilchrist Educational Trust, della The Rainforest Foundation e della The Global Diversity Foundation. È anche uno dei fondatori del Survival International e per 10 anni è stato nel consiglio d'amministrazione del British Council.
Indipendentemente dal suo coinvolgimento nell'esplorazione dell'America Latina, a partire dal 1963 ha lavorato per conto dell'Hemming Group Ltd, creando e dirigendo la Brintex Ltd, prima di diventare co-presidente della ditta che organizza anche mostre commerciali e conferenze, e pubblica riviste quali il Municipal Journal ed il Surveyor.
Nell'aprile del 2008 il suo ultimo libro, Tree of Rivers: The Story of the Amazon, fu pubblicato da Thames and Hudson. Descritto da Alexander Cockburn nel The Sunday Times come un'"epica coraggiosa", e da Hugh Thomson sul The Daily Telegraph come un libro che "sarà un volume singolo completo sull'argomento", è destinato più al lettore generico ed ha una portata storica più ampia delle sue precedenti opere.
John Hemming è anche il padre dello scrittore Henry Hemming.

## Opere
- La fine degli Incas (Conquest of the Incas, Pan MacMillan, London, 1970), a cura di Furio Jesi, Collana Storica, Milano, Rizzoli, 1975.
- (EN) Tribes of the Amazon Basin, Oxford, Oxford University Press, 1973.
- (EN) The Search for El Dorado, London, Phoenix Books, 1978.
- Storia della conquista del Brasile. Alla ricerca dell'«oro rosso»: gli indios brasiliani (Red Gold: The Conquest of the Brazilian Indians, Pan Macmillan, London, 1978), traduzione di Paola Montagner, Collana Storica, Milano, Rizzoli, 1982.
- (EN) Machu Picchu, New York, Newsweek Books, 1981.
- (EN) John Hemming, Edward Ranney, Monuments of the Incas, New York, New York Graphic Society, 1982.
- (EN) Amazon Frontier, London, Pan Macmillan, 1987.
- (EN) Maracá: Rainforest Island, London, Macmillan, 1993.
- (EN) The Golden Age of Discovery, London, Pavilion Books, 1998.
- (EN) Die if You Must, London, Pan Macmillan, 2003.
- (EN) Tree of Rivers: The Story of the Amazon, London, Thames and Hudson, 2008, ISBN 978-0-500-28820-7.